# Équipe cycliste Saeco
 (février 2025).
Si vous disposez d'ouvrages ou d'articles de référence ou si vous connaissez des sites web de qualité traitant du thème abordé ici, merci de compléter l'article en donnant les références utiles à sa vérifiabilité et en les liant à la section « Notes et références ».
L'équipe cycliste Saeco est une ancienne équipe cycliste professionnelle saint-marinaise, puis italienne.
Apparue sous ce nom en 1996 dans le prolongement d'une structure saint-marinaise créée en 1989, elle a disparu en 2005, en fusionnant avec l'équipe Lampre.
Elle comptait notamment dans ses rangs les Italiens Ivan Gotti, Mario Cipollini, Eros Poli, Danilo Di Luca, Mirko Celestino, Damiano Cunego ainsi que le Suisse Laurent Dufaux.

## Histoire de l'équipe

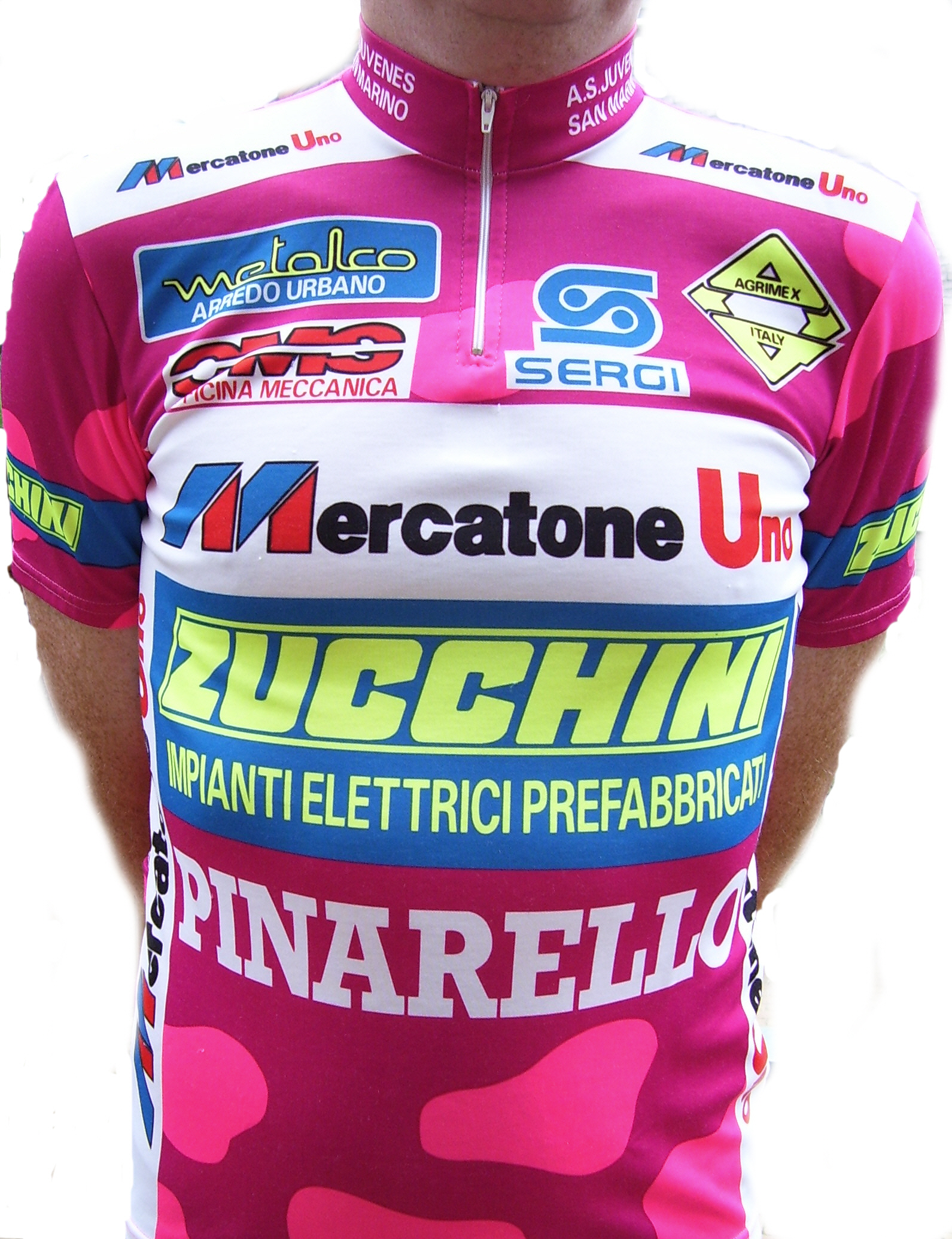
Maillot de l'équipe Mercatone Uno-Zucchini (1992-1993)

La structure de la « Juvenes San Marino » est créée en 1989. Trois sponsors principaux s'y succèdent jusqu'en 1995 : Verynet (1989), GIS (1990-1991) et Mercatone Uno (1992-1995 – ce sponsor réapparaîtra de 1997 à 2003 avec une autre équipe).

### Période GIS (1990-1991)
L'équipe se développe grâce à l'arrivée de nouveaux sponsors Gis Gelati et Benotto. L'équipe participe pour la première fois au Tour d'Italie en 1990, et obtient l'année suivante son premier succès sur le Giro avec Silvio Martinello.

### Période Mercatone Uno (1992-1995)
Le sponsor Mercatone Uno arrive en 1992. La même saison, Michele Bartoli et Francesco Casagrande font leur début chez les professionnels. 
En 1993, Adriano Baffi avec trois victoires d'étape au sprint, donne à l'équipe la victoire dans le classement des points du Tour d'Italie.
En 1994, l'équipe recrute Mario Cipollini, en demande à Baffi de lui servir de poisson-pilote. Le duo chute en avril au Tour d'Espagne, et Cipollini est contraint de s'arrêter 6 mois. L'équipe est invitée pour la première fois au Tour de France.
En 1995, Cipollini, de retour, remporte 2 étapes sur le Giro et 2 sur le Tour de France.

### Période Saeco (1996-2004)

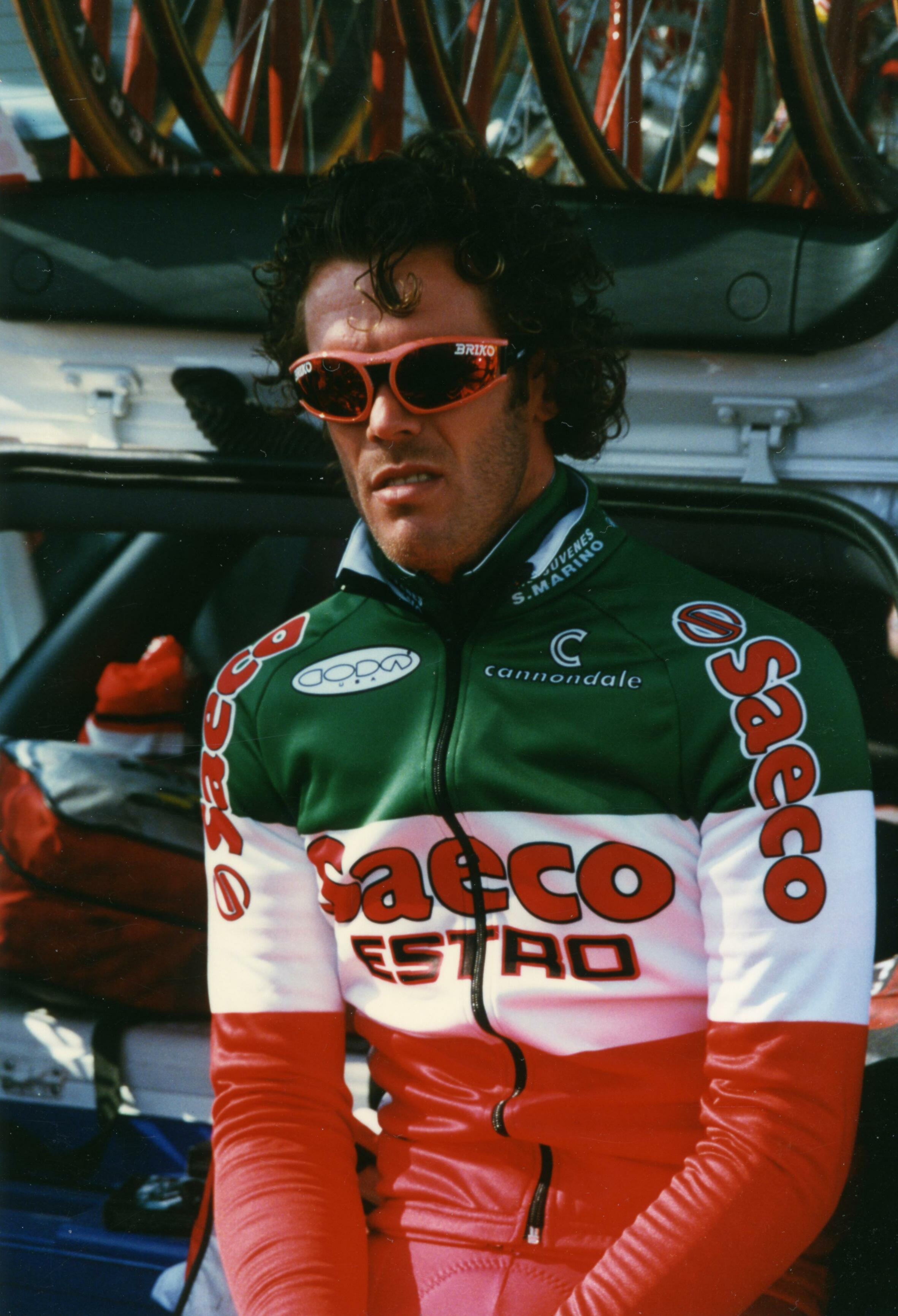
Mario Cipollini et son maillot de champion d'Italie siglé Saeco, lors du Paris-Nice 1997

En 1996, la société Saeco, fabricant de cafetières, qui co-parrainait déjà l'équipe en 1995, devient principal sponsor. L'encadrement change aussi : Franco Gini cède sa place à la tête de l'équipe à Antonio Salutini, directeur sportif depuis 1991.
La Saeco est pionnier avec son célèbre "Train rouge" qui emmène Cipollini vers de très nombreuses victoires au sprint, comme par exemple 5 victoires d'étapes sur le Tour d'Italie 1997 ou 4 victoires d'étape consécutives sur le Tour de France 1999.
En 1998, Saeco devient une équipe italienne.

## Sponsor
- Gis Gelati : entreprise italienne produisant des glaces et de l'huile.
- Mercatone Uno : chaîne italienne de grands magasins.
- Saeco : entreprise italienne spécialisée dans la fabrication de machines à café.

## Principaux coureurs de l'équipe
- Maurizio Vandelli (1990-1992)
- Francesco Casagrande (1992-1997)
- Michele Bartoli (1993-1995)
- Eros Poli (1994-1996)
- Massimiliano Lelli (1994-1997)
- Mario Cipollini (1994-2001)
- Dario Frigo (1996-1999)
- Eddy Mazzoleni (1996-1999 ; 2004)
- Ivan Gotti (1997-1998)
- Paolo Savoldelli (1998-2001)
- Salvatore Commesso (1998-2004)
- Laurent Dufaux (1999-2001)
- Dario Pieri (2000-2001 ; 2003-2004)
- Cadel Evans (2001)
- Mirko Celestino (2001-2004)
- Igor Astarloa (2002-2003)
- Gilberto Simoni (2002-2004)
- Damiano Cunego (2002-2004)
- Danilo Di Luca (2002-2004)

## Palmarès et statistiques
L'équipe compte 37 participations dans les grands tours entre 1994 et 2004, avec les résultats suivants :
- Tour d'Italie
  - 15 participations (1990, 1991, 1992, 1993, 1994, 1995, 1996, 1997, 1998, 1999, 2000, 2001, 2002, 2003, 2004)
  - 43 victoires d'étapes :
    - 1 en 1991 : Silvio Martinello
    - 3 en 1993 : Adriano Baffi (3)
    - 1 en 1994 : Michele Bartoli
    - 2 en 1995 : Mario Cipollini (2)
    - 5 en 1996 : Mario Cipollini (4), Silvio Martinello
    - 6 en 1997 : Mario Cipollini (5), Ivan Gotti
    - 6 en 1998 : Mario Cipollini (4), Gian Matteo Fagnini (2)
    - 5 en 1999 : Mario Cipollini (4), Paolo Savoldelli
    - 2 en 2000 : Mario Cipollini, Biagio Conte (2)
    - 4 en 2001 : Mario Cipollini (4)
    - 3 en 2003 : Gilberto Simoni (3)
    - 5 en 2004 : Damiano Cunego (4), Gilberto Simoni

- - Victoire finale : 1997 (Ivan Gotti), 2003 (Gilberto Simoni) et 2004 (Damiano Cunego)
  - Autres classements : 4
    - Classement par points : 1993 (Adriano Baffi), 1997 (Mario Cipollini), 2003 (Gilberto Simoni)
    - Classement intergiro : 1998 (Gian Matteo Fagnini)

- Tour de France
  - 9 participations (1994, 1995, 1996, 1997, 1998, 1999, 2000, 2003, 2004)
  - 15 victoires d'étapes :
    - 1 en 1994 : Eros Poli
    - 2 en 1995 : Mario Cipollini (2)
    - 1 en 1996 : Mario Cipollini
    - 2 en 1997 : Mario Cipollini (2)
    - 2 en 1998 : Mario Cipollini (2)
    - 5 en 1999 : Mario Cipollini (4), Salvatore Commesso
    - 1 en 2000 : Salvatore Commesso
    - 1 en 2003 : Gilberto Simoni

- Tour d'Espagne
  - 13 participations (1992, 1993, 1994, 1995, 1996, 1997, 1998, 1999, 2000, 2001, 2002, 2003, 2004)
  - 3 victoires d'étapes :
    - 1 en 1992 : Enrico Zaina
    - 1 en 1994 : Simone Biasci
    - 1 en 2002 : Danilo Di Luca

Classiques
- Tour de Lombardie 2004 (Damiano Cunego)
- Championnat de Zurich 2000 (Laurent Dufaux)
- Flèche wallonne 2003 (Igor Astarloa)
- Milan-Turin 1994 (Francesco Casagrande), 2001 et 2003 (Mirko Celestino)

Courses par étapes
- Tirreno-Adriatico 1996 (Francesco Casagrande) et 1997 (Roberto Petito)
- Tour du Pays basque 1996 (Francesco Casagrande)

Championnats nationaux
- Championnat d'Italie sur route 1996 (Mario Cipollini), 1999 et 2002 (Salvatore Commesso)
- Championnat d'Italie contre-la-montre 1995 (Massimiliano Lelli)
- Championnat de Suisse sur route 1999 (Armin Meier)